# Alex Phillips
Alex Phillips (Ontario, Canadá, 11 de enero de 1901 - Ciudad de México, 14 de junio de 1977) fue un director de fotografía mexicano-canadiense.

## Filmografía

### Director de fotografía
- Arde baby, arde (1975)
- El castillo de la pureza (1973)
- La noche de los mil gatos (1972)
- Rancho del miedo (1971)
- Bang bang al hoyo (1971)
- Santo contra la mafia del vicio (1971)
- Los años vacíos (1970)
- Remolino de pasiones (1970)
- Andante (1969)
- Los recuerdos del porvenir (1969)
- La guerrillera de Villa (1969)
- El zangano (1968)
- Corazón salvaje (1968)
- Despedida de casada (1968)
- No hay cruces en el mar (1968)
- Damiana y los hombres (1967)
- Los traidores de San Ángel (1967)
- La soldadera (1967)
- Estrategia matrimonial (1967)
- Alazán y enamorado (1966)
- Tiempo de morir (1966)
- La alegría de vivir (1965)
- Viento negro (1965)
- Guadalajara en verano (1965)
- Cuando acaba la noche (1964)
- Of Love and Desire (1963)
- La fierecilla del puerto (1963)
- Pueblito (1962)
- El rapto de las sabinas (1962)
- Geronimo (1962)
- Juan sin miedo (1961)
- Los espadachines de la reina (1961)
- Rumbo a Brasilia (1961)
- Aventuras de Joselito y Pulgarcito (1960)
- For the Love of Mike (1960)
- La caperucita roja (1960)
- Mi madre es culpable (1960)
- The Wonderful Country (1959)
- Los hijos ajenos (1959)
- Sube y baja (1959)
- Villa!! (1958)
- Ten Days to Tulara (1958)
- La odalisca n.º 13 (1958)
- Los legionarios (1958)
- Sierra Baron (1958)
- Música de siempre (1958)
- Música en la noche (1958)
- El diario de mi madre (1958)
- Escuela de rateros (1958)
- Mi desconocida esposa (1958)
- Tizoc (1957)
- Adán y Eva (1956)
- Las medias de seda (1956)
- Playa prohibida (1956)
- Mi canción eres tú (1956)
- The Littlest Outlaw (1955)
- ¡Que bravas son las costeñas!... (1955)
- María la Voz (1955)
- Nosotros dos (1955)
- Chilam Balam (1955)
- Sombra verde (1954)
- Los Fernández de Peralvillo (1954)
- Robinson Crusoe (1954)
- Les orgueilleux (1953)
- Reportaje (1953)
- Aventura en Río (1953)
- La red (1953)
- Mujeres que trabajan (1953)
- Quiero vivir (1953)
- La mujer que tu quieres (1952)
- Rostros olvidados (1952)
- Mujeres sacrificadas (El recuerdo del otro)  (1952)
- Subida al cielo (1952)
- Dancing, Salón de baile (1952)
- Crisol de pensamiento mexicano (1952)
- Paraíso robado (1951)
- Vuelva el sábado (1951)
- Sensualidad (1951)
- En la palma de tu mano (1951)
- Deseada (1951)
- La ausente (1951)
- Mi querido capitán (1950)
- Pecado de ser pobre (1950)
- Pancho Villa Returns (1950)
- Aventurera (1950)
- Curvas peligrosas (1950)
- Perdida (1950)
- Pobre corazón (1950)
- La casa chica (1950)
- Doña Diabla (1950)
- Vuelve Pancho Villa (1950)
- Novia a la medida (1949)
- Coqueta (1949)
- Bamba (1949)
- El dolor de los hijos (1949)
- Secreto entre mujeres (1949)
- Flor de caña (1948)
- Revancha (1948)
- El gallo giro (1948)
- A la sombra del puente (1948)
- Cortesana (1948)
- Que Dios me perdone (1948)
- La sin ventura (1948)
- La bien pagada (1948)
- Reina de reinas: La Virgen María (1948)
- Los que volvieron (1948)
- Los viejos somos así (1948)
- La diosa arrodillada (1947)
- The Private Affairs of Bel Ami (1947)
- Fantasía ranchera (1947)
- La otra (1946)
- María Magdalena, pecadora de Magdala (1946)
- La mujer de todos (1946)
- Pepita Jiménez (1946)
- Rancho de mis recuerdos (1946)
- Vértigo (1946)
- Una sombra en mi destino (1946)
- El monje blanco (1945)
- Tuya en cuerpo y alma (1945)
- Crepúsculo (1945)
- Amok (1944)
- Grand Hotel (1944)
- Nana (1944)
- Miguel Strogoff (1944)
- Viejo nido (1944)
- San Francisco de Asís (1944)
- El rayo del sur (1943)
- Doña Bárbara (1943)
- El jorobado (1943)
- El padre Morelos (1943)
- Yolanda (1943)
- Las tres viudas de papá (1942)
- Secreto eterno (1942)
- Caballería del imperio (1942)
- Papá se enreda otra vez (1942)
- ¡Ay Jalisco, no te rajes! (1941)
- Hasta que llovió en Sayula (1941)
- El secreto del sacerdote (1941)
- Hombre o demonio (1940)
- Madre a la fuerza (1940)
- Viviré otra vez (1940)
- The Mad Empress (1939)
- Corazón de niño (1939)
- Los enredos de papá (1939)
- El capitán aventurero (1939)
- A lo macho (1938)
- María (1938)
- La golondrina (1938)
- Un viejo amor (1938)
- La Zandunga (1938)
- Ojos tapatios (1938)
- La madrina del Diablo (1937)
- La mujer de nadie (1937)
- La paloma (1937)
- Ave sin rumbo (1937)
- Suprema ley (1937)
- Irma la mala (1936)
- El baúl macabro (1936)
- Judas (1936)
- Marihuana (1936)
- Celos (1936)
- Desfile deportivo (1936)
- Más allá de la muerte (1935)
- Luponini de Chicago (1935)
- La familia Dressel (1935)
- El tesoro de Pancho Villa (1935)
- Sor Juana Inés de la Cruz (1935)
- Tribu (1935)
- Martín Garatuza (1935)
- Tu hijo (1935)
- Desfile atlético del XXV aniversario de la revolución (1935)
- Cruz Diablo (1934)
- Mujeres sin alma (1934)
- Corazón bandolero (1934)
- Juárez y Maximiliano (1934)
- Chucho el Roto (1934)
- La sangre manda (1934)
- La mujer del puerto (1934)
- Enemigos (1934)
- Revista musical (1934)
- El tigre de Yautepec (1933)
- Sagrario (1933)
- Revolución (1933)
- Pirámides de la luna y el sol (1933)
- Xochimilco (1933)
- Una vida por otra (1932)
- Águilas frente al sol (1932)
- Santa (1932)
- Mano a mano (1932)
- Divorce Made Easy (1929)
- Oft in the Silly Night (1929)
- The Framing of the Shrew (1929)
- Music Hath Harms (1929)
- The Carnation Kid (1929)
- Meet the Folks (1927)
- The Nervous Wreck (1926)
- Up in Mabel's Room (1926)
- Seven Days (1925)
- Madame Behave (1925)
- Hold Your Breath (1924)
- Reno or Bust (1924)
- Ride 'Em Cowboy (1924)
- Choose Your Weapons (1922)
- See My Lawyer (1921)

### Asistente de cámara
- The Glory Guys (1965)

### Efectos fotográficos
- México lindo (1938)